# Lycosa tasmanicola
Lycosa tasmanicola este o specie de păianjeni din genul Lycosa, familia Lycosidae, descrisă de Roewer, 1951.
Este endemică în Tasmania. Conform Catalogue of Life specia Lycosa tasmanicola nu are subspecii cunoscute.